# Mark Stewart (ciclista)
Mark Joseph Stewart (Dundee, 25 agosto 1995) è un pistard e ciclista su strada britannico che corre per il team Solution Tech Vini Fantini.

## Palmarès

### Pista
- 2014

Campionati britannici, Corsa a punti
- 2015

Campionati britannici, Inseguimento a squadre (con Germain Burton, Jake Kelly e Oliver Wood)
Campionati britannici, Scratch
1ª prova Coppa del mondo 2015-2016, Scratch (Cambridge)
- 2016

Fiorenzuola, Corsa a punti
Tre Giorni Aigle, Omnium
1ª prova Coppa del mondo 2016-2017, Inseguimento a squadre (Glasgow, con Oliver Wood, Kian Emadi, Matthew Bostock e Andrew Tennant)
- 2017

Campionati europei, Inseguimento individuale Under-23
Campionati europei, Omnium Under-23
- 2018

Giochi del Commonwealth, Corsa a punti
- 2019

1ª prova Coppa del mondo 2019-2020, Corsa a punti (Minsk)
- 2020

Campionati neozelandesi, Omnium
- 2022

Campionati britannici, Americana (con William Perrett)
Palma de Mallorca, Scratch
London, Corsa a punti
London, Scratch
- 2023

London, Scratch

#### Altri successi
- 2019

Classifica generale Coppa del mondo 2019-2020, Corsa a punti

### Strada
- 2022 (Bolton Equities Black Spoke Pro Cycling, tre vittorie)

4ª tappa New Zealand Cycle Classic (Masterton > Te Wharau)
Classifica generale New Zealand Cycle Classic
Classifica generale Turul României
- 2025 (Solution Tech Vini Fantini, due vittorie)

3ª tappa Tour de Kumano (Kumano > Kumano)
Classifica generale Tour de Kumano

#### Altri successi
- 2022 (Bolton Equities Black Spoke Pro Cycling)

1ª tappa New Zealand Cycle Classic (Masterton > Masterton, cronosquadre)
Classifica scalatori New Zealand Cycle Classic
- 2024 (Corratec Vini Fantini)

Classifica sprint UAE Tour

## Piazzamenti

### Classiche monumento
- Milano-Sanremo

2025: 152°

### Competizioni mondiali
- Campionati del mondo su pista

Hong Kong 2017 - Inseguimento a squadre: 4º
Hong Kong 2017 - Corsa a punti: 7º
Apeldoorn 2018 - Corsa a punti: 3º
Apeldoorn 2018 - Americana: 4º
Pruszków 2019 - Corsa a punti: 8º
Berlino 2020 - Corsa a punti: 12º
Glasgow 2023 - Americana: 2º
Ballerup 2024 - Corsa a punti: 6º
Ballerup 2024 - Americana: 5º
- Campionati del mondo su strada

Bergen 2017 - In linea Under-23: 40º
- Giochi olimpici

Parigi 2024 - Americana: 9°

### Competizioni europee
- Campionati europei su pista

Atene 2015 - Inseguimento individuale Under-23: 7º
Montichiari 2016 - Inseguimento a squadre Under-23: 3º
Montichiari 2016 - Scratch Under-23: 2º
Saint-Quentin-en-Yvelines 2016 - Inseguimento a squadre: 3º
Saint-Quentin-en-Yvelines 2016 - Omnium: 6º
Saint-Quentin-en-Yvelines 2016 - Inseguimento individuale: 13º
Saint-Quentin-en-Yvelines 2016 - Americana: 15º
Sangalhos 2017 - Inseguimento individuale Under-23: vincitore
Sangalhos 2017 - Scratch Under-23: 6º
Sangalhos 2017 - Omnium Under-23: vincitore
Sangalhos 2017 - Americana Under-23: 4º
Berlino 2017 - Corsa a punti: 17º
Apeldoorn 2024 - Americana: 7º
- Campionati europei su strada

Plumelec 2016 - In linea Under-23: 86º
Drenthe 2023 - In linea Elite: 69º